# Pamiętnik Stanisława Brzozowskiego
Pamiętnik – opublikowana pośmiertnie książka polskiego pisarza i filozofa Stanisława Brzozowskiego. Jej pierwsze wydanie ukazało się w 1913 roku we Lwowie (następne wydania: 1985, 2000, 2007 - wydanie w ramach Biblioteki Narodowej). Tekst został przygotowany do druku przez Ostapa Ortwina, który sporządził objaśnienia i zamieścił fragmenty listów autora Idei. 
Brzozowski rozpoczął pisanie Pamiętnika w ostatnim roku swego życia (zapiski obejmują okres od 10 listopada 1910 do 5 kwietnia 1911), gdy ciężko chory przebywał we Florencji. Pamiętnik, obok wielu ważnych przemyśleń poświęconych literaturze angielskiej, jest świadectwem nawrócenia Brzozowskiego na katolicyzm i jego powrotu do Kościoła.